# Roman Reinfuss

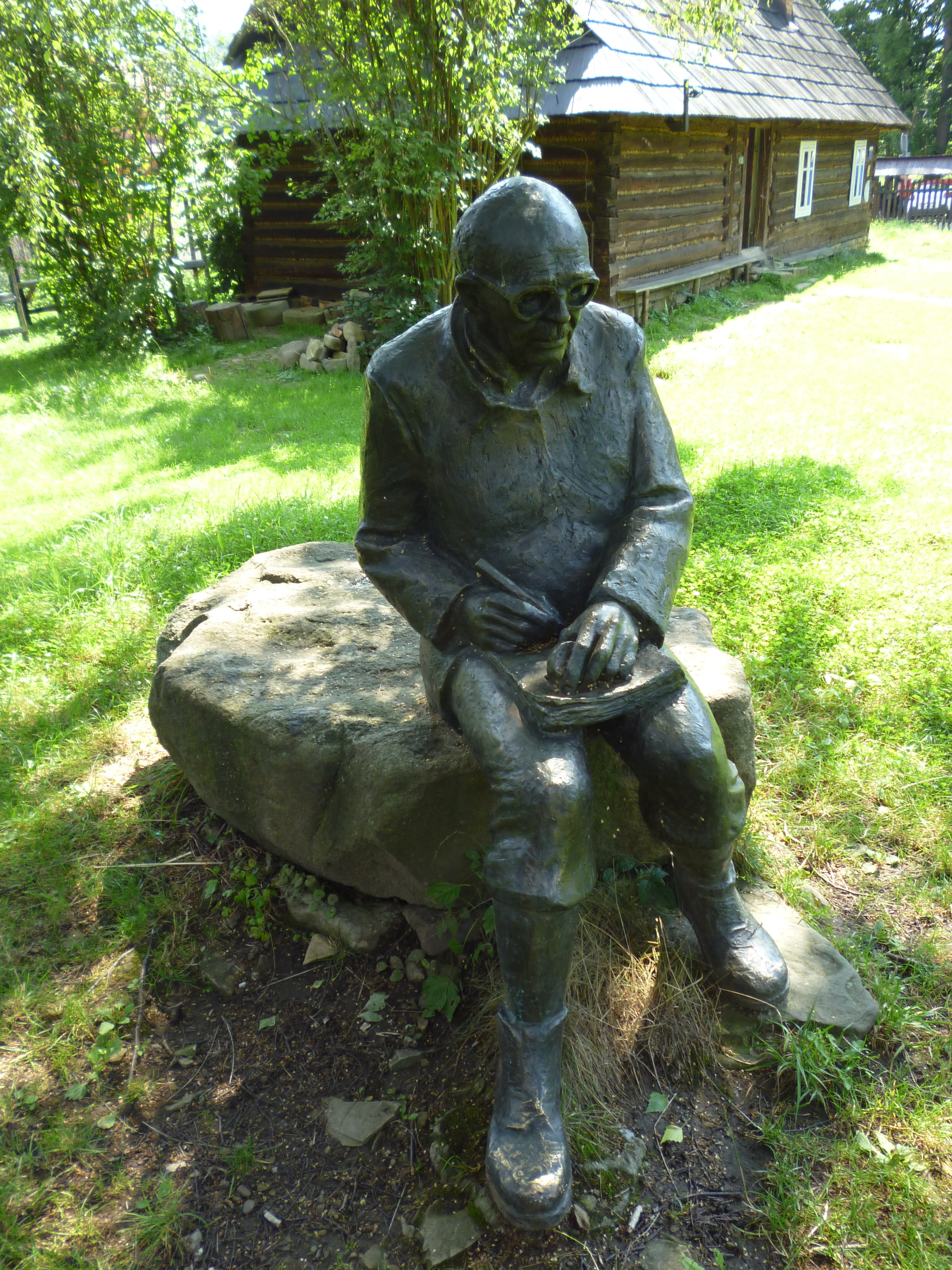
Reinfuss-Statue im Freilichtmuseum in Szymbark

Roman Reinfuss (* 27. Mai 1910 in Przeworsk; † 26. September 1998 in Krzywaczka) war ein polnischer Ethnograph der Volkskultur der Karpaten. Er lehrte an der Maria-Curie-Skłodowska-Universität in Lublin (1944–1946) und der Universität Breslau (1946–1949), ab 1946 bis 1980 leitete er die Werkstatt der Volkskunst in der Polnischen Akademie der Wissenschaften.

## Leben
Reinfuss wuchs auf in Gorlice und Tarnów, wo er das Gymnasium besuchte und dem Sozialistischen Jugend-Verband beitrat. Im Jahr 1935 schloss er das Studium der Rechtswissenschaften an der Jagiellonen-Universität ab. Auf seinen häufigen Touren in den Niederen Beskiden befasste er sich mit der Kultur der Lemken und Bojken; zudem trat er in die Polnische Tatra-Gesellschaft ein. Ab 1936 arbeitete am Ethnographischen Museum in Krakau. Im Krieg bewahrte er gemeinsam mit Zofia Cieśla, seiner künftigen Ehefrau, Museumsobjekte in einem Versteck.
1954 erhielt er den Orden Polonia Restituta.
Die letzten Jahrzehnte seines Lebens wohnte er mit seiner Frau in Krzywaczka, wo er starb. Er wurde im Friedhof Rakowicki in Krakau begraben.

## Werke (Auswahl)
- O Łemkowszczyźnie (1935, Mitarbeiter);
- Etnograficzne granice Łemkowszczyzny. Próba wytyczenia granic Łemkowszczyzny na podstawie zasięgu łemkowskiego stroju (1936);
- Polskie druki ludowe na płótnie (1953);
- Ludowe skrzynie malowane (1954);
- Garncarstwo ludowe (1955);
- Szopki krakowskie (1958);
- Sztuka ludowa w Polsce (1960, gesamt mit J. Świderski);
- Malarstwo ludowe (1962);
- Nad rzeką Ropą (1965);
- Ludowe kafle malowane (1966);
- Monografia powiatu myślenickiego (1970);
- Meblarstwo ludowe w Polsce (1977);
- Ludowe kowalstwo artystyczne w Polsce (1983);
- Śladami Łemków (1989);
- Ludowa rzeźba kamienna w Polsce (1989);